# 대음순

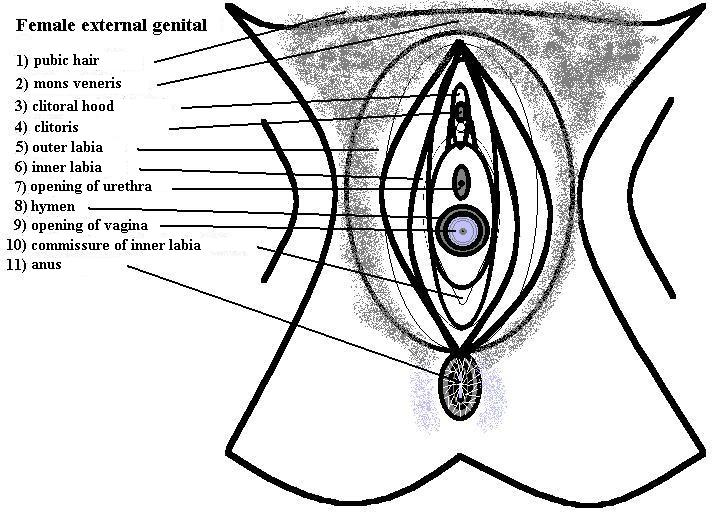
음문의 해부도

대음순(大陰脣, 영어: labia majora)은 회음을 향해 아래로 뻗은, 볼록하고 길쭉한 두 개의 피부 주름으로서, 소음순, 음핵 포피, 음핵 귀두, 음핵 소대와 외음부 전정을 감싸는 음렬의 양 옆 경계를 형성한다. 대음순의 겉은 두 부분으로 나뉘는데, 바깥쪽은 피부색이 진하고, 곱슬곱슬하고 강한 털이 나 있으며, 안쪽은 매끄럽고, 큰 피지선 낭포가 분포되어있다.
대음순에는, 많은 양의 소성조직과, 지방, 음낭의 육양막과 비슷한 조직, 맥관, 신경, 샘 (기관)이 분포되어 있다. 대음순은 둘이 만나는 앞쪽의 이음매가 더 두껍다. 뒤쪽은 정확히 말하면 양쪽이 딱 붙지는 않지만, 근접한 외피끼리 거의 평행한 상태에서 끝나는 것처럼 보인다.
이 양쪽 피부가 만나는 부분이 뒤음순연결, 혹은 외음부의 뒤쪽 경계가 된다. 대음순의 뒤음순 연결과 항문의 간격은 2.5에서 3cm이고, 이 길이만큼은 외음부의 그것에 포함된다.
대음순은 여성의 생식기 외부를 덮고 보호하는 피부 주름으로, 해부학적, 생리학적으로 중요한 역할을 합니다. 크기나 모양은 개인마다 다양하며, 이는 모두 정상적인 생물학적 차이이다.

## 같이 보기
- 음순
- 소음순
- 외음부
- 소음순 주름띠
- 뒤 맞교차